# 元方
元方（1974年9月—），陕西白水人，汉族，中国共产党党员。西北工业大学管理科学与工程专业毕业，研究生学历，管理学博士。中华人民共和国政治人物。曾任四川省绵阳市市长。现任中共资阳市委员会书记。